# Величка, Андрюс
Андрюс Величка (лит. Andrius Velička; 5 апреля 1979, Каунас, Литовская ССР, СССР) — литовский футболист, нападающий.

## Клубная карьера
Величка начал футбольную карьеру в роли нападающего в клубе «Каунас». За 12 лет выступлений за «Каунас», футболист был арендован трижды: первый раз он сыграл в махачкалинском «Анжи», второй в павлодарском «Иртыше», третий в эдинбургском «Харт оф Мидлотиан». За время карьеры в «Каунасе», Величка сыграл за клуб более 150 игр и забил свыше 100 голов.
Он присоединился к команде летом 2006 года на правах аренды, и его дебют состоялся 9 сентября 2006 года в чемпионате Шотландии в матче с «Сент-Миррен». Матч закончился поражением «Харт оф Мидлотиан» для исполняющего обязанности тренера Нила Макканна. 15 октября, Величка забил первые два гола в Эдинбурге в игре с «Хибернианом».
Двухлетняя аренда в «Хартс» сложилась успешно для литовца. Он забил пятисотый гол «Хартс» в шотландской лиге в матче против «Рейнджерс» на «Айброкс».
Переход в норвежский клуб «Викинг» состоялся после того, как «Хартс» согласился на предложение в размере одного миллиона фунтов стерлингов. 26 февраля 2008 года он подписал четырёхлетний контракт с «Викинг». Величка забил первый гол за «викингов» в матче против «Хамаркамератене» 6 апреля 2008 года. За время выступлений в «Викинге» футболист провёл 18 матчей и забил 6 голов, после чего был продан в «Рейнджерс».

## Сборная Литвы
Дебют в национальной сборной Литвы состоялся 16 августа 1998 года в матче против Молдовы. На 80-й минуте встречи Величка вышел на замену вместо Валдаса Тракиса. Следующий матч за сборную он провёл в апреле 2002 года против Югославии.
Первый гол за национальную команду Величка забил 3 июля 2003 года в Валге в матче против Эстонии.